# Anders Sidner (musiker)
Anders Sidner, född 18 augusti 1815 i Härnösand, död där den 5 maj 1869, var en svensk musiker. Han var far till Ludvig, Hedwig och Esther Sidner.
Sidner blev student vid Uppsala universitet 1833 och filosofie magister 1842. Han tog musikdirektörsexamen i Stockholm 1841 och blev musiklärare vid Härnösands gymnasium 1847. Han var från 1846 konsistorienotarie i Härnösand. Sidner deltog under studentåren vid J.A. Josephsons sida i arbetet för tonkonstens förkovran i Uppsala och var från 1841 ledare för Härnösands musiksällskap. Han tog initiativet till bildandet av Musikaliska konstföreningen. Själv spelade Sidner flera instrument och komponerade bland annat stycken för sång och violoncell. Han blev 1857 ledamot av Musikaliska akademien.
Anders Sidner var son till kyrkoherden i Grundsunda socken, riksdagsmannen Anders Sidner och Bureättlingen Margareta Charlotta Edin. År 1844 gifte han sig med Hedvig Kristina Charlotta Norinder. Makarna är begravda på Härnösands gamla kyrkogård.